# Geoffrey Kirui
Geoffrey Kirui, född 16 februari 1993, är en kenyansk friidrottare som blev världsmästare i maraton vid världsmästerskapen i friidrott 2017.
Kirui vann även Boston Marathon 2017.

### Fotnoter
1. ↑  ”Athlete profile Geoffrey Kirui”. iaaf.org. IAAF. https://www.iaaf.org/athletes/kenya/geoffrey-kipkorir-kirui-263908. Läst 11 augusti 2017.
2. ↑  Marathon man Geoffrey Kirui wins Kenya's first gold medal of World Championships
3. ↑  Kenya's Geoffrey Kirui and Edna Kiplagat sweep at Boston Marathon